# Krasová
Krasová település Csehországban, a Blanskói járásban. Krasová Vilémovice, Kotvrdovice, Jedovnice, Ostrov u Macochy és Lipovec településekkel határos. Lakosainak száma 484 fő (2024. január 1.).

## Népesség
A település lakosságának változását az alábbi diagram mutatja:
| Lakosok száma | 290  | 342  | 328  | 325  | 293  | 291  | 366  | 433  | 457  | 484  |
|               | 1869 | 1900 | 1921 | 1961 | 1980 | 2011 | 2016 | 2019 | 2021 | 2024 |